# Tetris and Dr. Mario
Tetris and Dr. Mario est une compilation de jeux vidéo de type puzzle game,  développée par Intelligent Systems et publiée par Nintendo pour la Super Nintendo Entertainment System, sortie en 1994. Il contient des remake améliorés de Tetris (1984) et Dr. Mario (1990), qui ont été initialement publiés pour la Nintendo Entertainment System et pour la Game Boy en Amérique du Nord. Les deux jeux incluent un mode multijoueur à écran partagé et un mode Mixed Match qui fait la transition entre les deux jeux. 
Le développement du jeu a été réalisé par Intelligent Systems. Le jeu a été l'un des derniers jeux SNES sortis en Amérique du Nord. La version japonaise du jeu exclut Tetris car Bullet-Proof Software détient les droits sur la série au Japon. Le remake de Dr. Mario a également été diffusé au Japon via Satellaview, mais a été rebaptisé BS Dr. Mario, et était le dernier jeu à être diffusé sur le système Satellaview. Tetris & Dr. Mario ont reçu des critiques généralement positives, les critiques faisant l'éloge de ses contrôles et de son mode multijoueur, en particulier le mode Mixed Match. 

## Système de jeu
Tetris and Dr. Mario partage un design similaire aux versions NES respectives des jeux inclus tout en proposant de la musique de leurs versions Game Boy. Dans Tetris, le joueur doit utiliser différents types de tétrominos tombants pour former des lignes complètes de gauche à droite du terrain de jeu, sans aucun trou entre eux. Les lignes terminées disparaîtront et les blocs du haut tomberont vers le bas.  Le joueur peut faire pivoter les blocs pour les placer à des endroits spécifiques et peut également les maintenir enfoncés pour les faire tomber plus rapidement.  Une fois que tous les blocs auront atteint le haut de l'écran, le jeu sera terminé. Tetris comprend les modes A-Type et B-Type de la version Game Boy, ainsi qu'un mode multijoueur en tête-à-tête.  
Dans Dr. Mario, le joueur doit utiliser des pilules colorées appelées « mégavitamines » pour vaincre les virus disséminés autour du terrain de jeu. Les virus sont de trois couleurs - rouge, jaune et bleu - et doivent être éliminés en faisant correspondre deux ou plusieurs pilules de même couleur horizontalement ou verticalement. Les pilules peuvent être tournées et peuvent être lâchées plus rapidement en appuyant vers le bas.  Une fois tous les virus éliminés, le joueur passe à l'étape suivante.  Le jeu sera terminé si toutes les pilules atteignent le haut de l'écran.  Dr Mario propose un mode à deux joueurs où les deux joueurs doivent s'affronter pour éliminer les virus du niveau.  
Parallèlement aux deux jeux, un mode multijoueur Match mixte est également inclus, où les joueurs doivent concourir pour acquérir le plus de points avant la fin du temps imparti. Le mode passe entre les deux jeux au fur et à mesure que les joueurs progressent, en commençant par le mode B de Tetris avant de passer au Dr. Mario et ainsi de suite.  La personne avec le plus de points à la fin est considérée comme gagnante.  Avant le début du jeu, le joueur peut personnaliser la musique du jeu, la limite de temps et le niveau de difficulté.

## Développement
Tetris and Dr. Mario a été développé par Intelligent Systems. Il est sorti exclusivement en Amérique du Nord et a été l'un des derniers jeux Super Nintendo sortis. La version japonaise ne contient que Dr. Mario, car Bullet-Proof Software détenait la licence Tetris au Japon. La version mise à jour de Dr. Mario utilisée dans ce jeu a également été utilisée dans BS Dr. Mario pour le Satellaview. Le compositeur Kazumi Totaka a contribué à la musique du jeu.

## Accueil
À sa sortie, Tetris and Dr. Mario a reçu un accueil globalement positif. Il s'est classé 27e sur la liste des meilleurs jeux de la SNES d'IGN, qui a noté que le mode Mixed Match était en grande partie la raison pour laquelle le jeu était si bon. Tetris & Dr. Mario a particulièrement bien réussi grâce à son mode multijoueur. L'écrivain Fran Mirabella l'a qualifié de « cartouche de rêve pour les amateurs de puzzles » . Gerald Lynch de TechRadar a noté son absence sur la SNES Classic, arguant qu'il devrait être inclus pour son mode Tetris. Il s'est vendu à 6 millions d'exemplaires, ventes dues en grande partie au mode multijoueur. L'auteur Andy Slaven a fait l'éloge des versions NES des jeux inclus et a comparé la compilation à Super Mario All-Stars.